# 潮洋厝 (雲林縣)
潮洋厝，是台灣雲林縣褒忠鄉的一個傳統地域名稱，位於該鄉東部。相較於今日行政區，其範圍大致包括潮厝村、龍岩村東部。

## 歷史
台灣清治末期至日治初期，潮洋厝地區為一街庄，稱為「潮洋厝庄」，隸屬於布嶼堡。該庄北與新庄仔庄為鄰，東及東南與馬公厝庄為鄰，南邊為埔姜崙庄，西邊為龍巖庄。
1901年（日治明治三十四年）11月，全台廢縣廳改設二十廳，該庄隸屬於斗六廳。1903年（明治三十六年）6月，該庄編入「埔姜崙區」，隸屬於斗六廳。1909年（明治四十二年）10月，合併二十廳為十二廳，埔姜崙區改隸屬於嘉義廳。1920年（大正九年），全台地方制度大改正，廢十二廳改設五州二廳，該庄改制為「潮洋厝」大字，隸屬於臺南州虎尾郡土庫庄。1943年10月，土庫庄升格為土庫街。
戰後土庫街改制為土庫鎮，隸屬於臺南縣，大字亦改制為里。1946年1月23日，土庫、褒忠分治，本地區改隸屬於新成立的褒忠鄉，里亦改制為村。1950年10月，雲、嘉、南分治，褒忠鄉改隸屬於雲林縣。

## 聚落
本地區發展較早的聚落有潮洋厝、王厝藔，在日治期初期的官方地圖上已有記載。

## 交通
省道台19線又稱「中央公路」，是彰化至台南永康的幹道，大致以北北東—南南西走向繞大彎轉東向西再繞大彎轉東北微北—西南微南走向再轉北微東—南微西走向經過潮洋厝地區。由該道路向北北東可前往崙背、二崙西北部、竹塘、埤頭等地；向南微西繞過褒忠市區（埔姜崙）東側可前往元長、北港、六腳等地。
縣道158號（中正路）是台西鄉海口至斗南鎮北勢仔的道路，大致以西南西—東北東走向經過本地區南端。由該道路向西南西經省道台19線路口後可前往褒忠、東勢、台西等地；向東北東繞過馬公厝南側並經縣道158甲線路口後可前往虎尾、斗南並止於省道台1線路口。
縣道158甲線（民權路）是台西鄉崙子頂至竹山鎮桶頭的道路，大致以西北西—東南東走向由本地區西部邊界中央偏南處入境後，經省道台19線路口轉東南微東，至潮洋厝聚落轉南南東再轉東南微東續行以至出境。由該道路向西北西轉西北再轉西南微西再轉西可前往東勢北部、台西並止於省道台17線路口（併行的省道台61線高架道路下）；向東南微東經馬公厝、縣道158號路口、省道台78線（東西向快速公路－台西古坑線）高架橋下後可前往土庫、虎尾南端、斗南、古坑、竹山等地。
鄉道雲88線是王厝寮至新莊（新庄子）的道路，其西側端點（起點）位於本地區東北部王厝寮聚落西側偏南的省道台19線路口。由此向東經鄉道105線起點路口，至本地區東部邊界北側經鄉道103線路口轉東北微東出境，可前往馬公厝北端、新庄子並止於鄉道雲101線路口。
鄉道雲98線是潮洋厝至頂竹圍的道路，其西北側端點（起點）位於本地區中部偏東北的省道台19線路口（潮洋厝聚落北北東郊）。由此向南南西轉東南東再轉南南西，至潮洋厝聚落轉西南西，至縣道158甲線路口轉南南東與其共線約60公尺，至路口轉南南西獨行再轉南，出聚落後轉東南微南，出境後可前往馬公厝西南端、崙內、大荖、石廟子西南端、土庫與新興交界地帶並止於鄉道雲100線轉角路口（新興地區頂竹圍聚落東郊）。
鄉道雲103線是崙背至馬光（馬公厝）的道路，目前受阻於新虎尾溪並未全線通車，大致以東北—西南走向於本地區北部邊界東側過新庄子大排橋梁入境後轉南微東，於本地區東部部邊北側經鄉道雲88線路口出境。由該道向東北過新庄子大排橋梁後轉北可前往新庄子中部偏西並止於該地區北部邊界的新虎尾溪南岸隄防道路路口，須繞道至北岸略偏西的隄防道路路口，續向北微西可前往崙背市區並止於省道台19線舊線（南光路）路口（崙背聚落南南西郊）；向南微東可前往馬公厝並止於縣道158甲線路口。
鄉道雲105線是王厝寮至馬光（馬公厝）的道路，其北側端點（起點）位於本地區東北部王厝寮聚落東郊的鄉道雲88線路口。由此向南微東出境後，可前往馬公厝並止於縣道158甲線路口。

## 學校
- 潮厝國小